# Vladimir Jugović
Vladimir Jugović - em sérvio, Владимир Југовић (Milutinovac, 30 de agosto de 1969) - é um ex-futebolista sérvio que jogava no meio-campo.

## Início promissor na Iugoslávia
Estatisticamente, foi um dos jogadores mais internacionalmente vitoriosos do país. Despontou em 1991 no Estrela Vermelha, participando da final da Copa dos Campeões da UEFA naquele ano, em que o maior torneio europeu de clubes foi conquistado pela primeira (e única) vez por um time da ex-Iugoslávia. A partida foi contra o favorito Olympique Marseille, o grande campeão francês da época.
Na mesma temporada, foi também campeão iugoslavo. No final do ano, participaria da conquista também do Mundial Interclubes, marcando dois gols na final contra os chilenos do Colo-Colo. No semestre seguinte, seria bicampeão nacional.

## Auge na Itália
Após o bi iugoslavo, foi jogar no futebol italiano, contratado pela Sampdoria. Três anos de sucesso na Samp, onde conquistou a Copa da Itália de 1994, lhe credenciaram entre os dirigentes da poderosa Juventus, que o levaram para o clube de Turim em 1995. Nas duas temporadas em que ficou nos bianconeri, foi finalista titular da Liga dos Campeões. 
Saiu vitorioso na primeira (contra o Ajax), em decisão encaminhada para os pênaltis, tendo acertado a sua cobrança, ganhando posteriormente mais uma vez o Mundial Interclubes ao final do ano, contra o River Plate. Jugović é um dos poucos jogadores europeus que conquistaram o Mundial Interclubes duas vezes. 
Na segunda, a Juve acabou perdendo por 3 x 1 para o Borussia Dortmund, ficando a consolação de ter finalmente conquistado, na mesma temporada, o seu único título no campeonato italiano. Após a decisão, foi vendido à Lazio, onde ficaria apenas na temporada 1997/98, conquistando no clube romano sua segunda Copa da Itália. 

## Decadência
Esteve no Atlético de Madri na temporada 1998/99, participando de apenas metade dos jogos do clube no campeonato espanhol. Voltou à Itália após uma temporada nos rojiblancos, agora como jogador da Internazionale. Também não se firmou no novo time (curiosamente, maior rival de sua ex-equipe da Juventus), ficando apenas duas temporadas em Milão. Passaria outras duas emprestado ao Monaco. 
Em 2003, foi para a Áustria jogar no Admira Wacker e, uma temporada depois, ao pequeno clube alemão do LR Ahlen, onde em 2005 parou de jogar.

## Seleção
Jugović debutou pela Iugoslávia em agosto de 1991, em alta após o título europeu do Estrela Vermelha. Com o agravamento da Guerra Civil Iugoslava no período, entretanto, a seleção acabou suspensa pela FIFA no ano seguinte, ficando de fora da Eurocopa 1992, para a qual estava classificada. O retorno oficial só seria autorizado em 1994, e acabou sendo em um amistoso contra o Brasil, recém-tetracampeão da Copa do Mundo.
Jugović jogaria pela nova Iugoslávia novamente desde então, fazendo sua última partida pela seleção em 2002, tendo participado da Copa de 1998 e da Eurocopa 2000.

## Títulos
Estrela Vermelha
- Campeonato Iugoslavo: 1989–90, 1990–91, 1991–92
- Liga dos Campeões da UEFA: 1990–91
- Copa Intercontinental: 1991

Sampdoria
- Copa da Itália: 1993–94

Juventus
- Campeonato Italiano: 1996–97
- Liga dos Campeões da UEFA: 1995–96
- Copa Intercontinental: 1996
- Supercopa da UEFA: 1996

Lazio
- Copa da Itália: 1997–98

Monaco
- Copa da Liga Francesa: 2002–03

Individual
- Melhor jogador da final da Copa Intercontinental: 1991